# Saporoshez (Automarke)

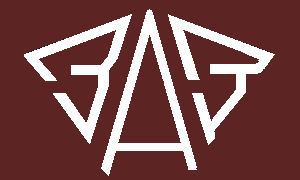
SAS-Logo

Der Saporoshez (ukrainisch Запорожець, russisch Запорожец – Saporoschez, „der aus Saporischschja“) war eine Automobilbaureihe des sowjetischen bzw. ukrainischen Herstellers Saporisky Awtomobilebudiwny Sawod (SAS) in der Stadt Saporischschja.
Unter Stalin wurde um 1950 die Entwicklung eines einfachen, billigen Fahrzeugs für Kriegsversehrte angeordnet. Gebaut wurde es jedoch erst ab 1960 unter Chruschtschow und in verschiedenen Modellreihen bis 1994 hergestellt. Umgangssprachlich wurden diese zweitürigen Fahrzeuge in Deutschland – vor allem in der DDR – meist Saporosch oder einfach Sapo genannt. In den westeuropäischen Ländern wurde Saporoshez unter den Exportnamen Yalta/Jalta, Eliette und ZAZ verkauft. Insgesamt liefen in den Jahren 1960–1994 3.422.444 Autos vom Band.

## Modelle

### SAS-965
Das Modell SAS-965/965A wurde zwischen 1960 und 1969 gebaut. Es besaß eine selbsttragende Karosserie, deren Design auf dem Moskwitsch-411 und Moskwitsch-444 (Prototypen aus dem Jahr 1958) basierte. Der vordere Teil des Fahrzeugs erinnerte stark an einen Fiat 600. Angetrieben wurde der Wagen von einem im Heck montierten luftgekühlten V4-Ottomotor mit 746 cm³ Hubraum. Dieser zum Teil aus Aluminium gefertigte Motor leistete 23 PS. Das Grundmodell verließ zwischen 1960 und 1963, die mit einem größeren und leistungsstärkeren Motor versehene Version SAS-965A zwischen 1962 und 1969 die Fließbänder – letztere kann man u. a. an den veränderten Lufteinlässen und einem neu gestalteten Logo sowie einem Anlasser statt Kurbelöffnung erkennen. Aufgrund seiner ungewöhnlichen Form bekam der SAS-965/965A in der Sowjetunion den Spitznamen „der Bucklige“. Beide Typen hatten hinten angeschlagene, sogenannte Selbstmördertüren.

### SAS-966
Das Modell SAS-966 wurde zwischen 1966 und 1972 gebaut, seine veränderte, knapp 3,8 m lange Karosserie ähnelte nun aufgrund seiner auf der Gürtellinie rundum laufenden vorstehenden Zierleiste dem NSU Prinz 4, Technik und Motor wurden zunächst nur geringfügig weiterentwickelt (Übergangsmodell SAS-966W, kyrillisch: ЗАЗ-966В). 1967 bekam SAS-966 einen neuen 1197 cm³ großen V4-Motor mit 40 PS (MeMZ-968).

### SAS-968
1971 wurde SAS-966 durch das technisch überarbeitete Modell SAS-968 abgelöst. Die Karosserie blieb bis auf kleine Details wie zusätzliche Leuchten unverändert. Nach weiteren Änderungen kam 1973 ein neueres Modell SAS-968A ohne Chromgrill, das bis 1979 produziert wurde. Ausgestattet wurden diese Fahrzeuge mit 40- und 45-PS-Motoren.

### SAS-968M
Von 1979 bis zur Produktionseinstellung 1994 wurde das etwas veränderte Modell SAS-968M mit geglätteter Karosserie und rechteckigen Heckleuchten gebaut. Die Verwendung von Kunststoffteilen reduzierte das Fahrzeuggewicht um 40 kg. Abgelöst wurde der SAS-968M durch den seit 1987 hergestellten SAS-1102 Tawria, eine Kombilimousine mit Vorderradantrieb und wassergekühltem Frontmotor.

### Bilder

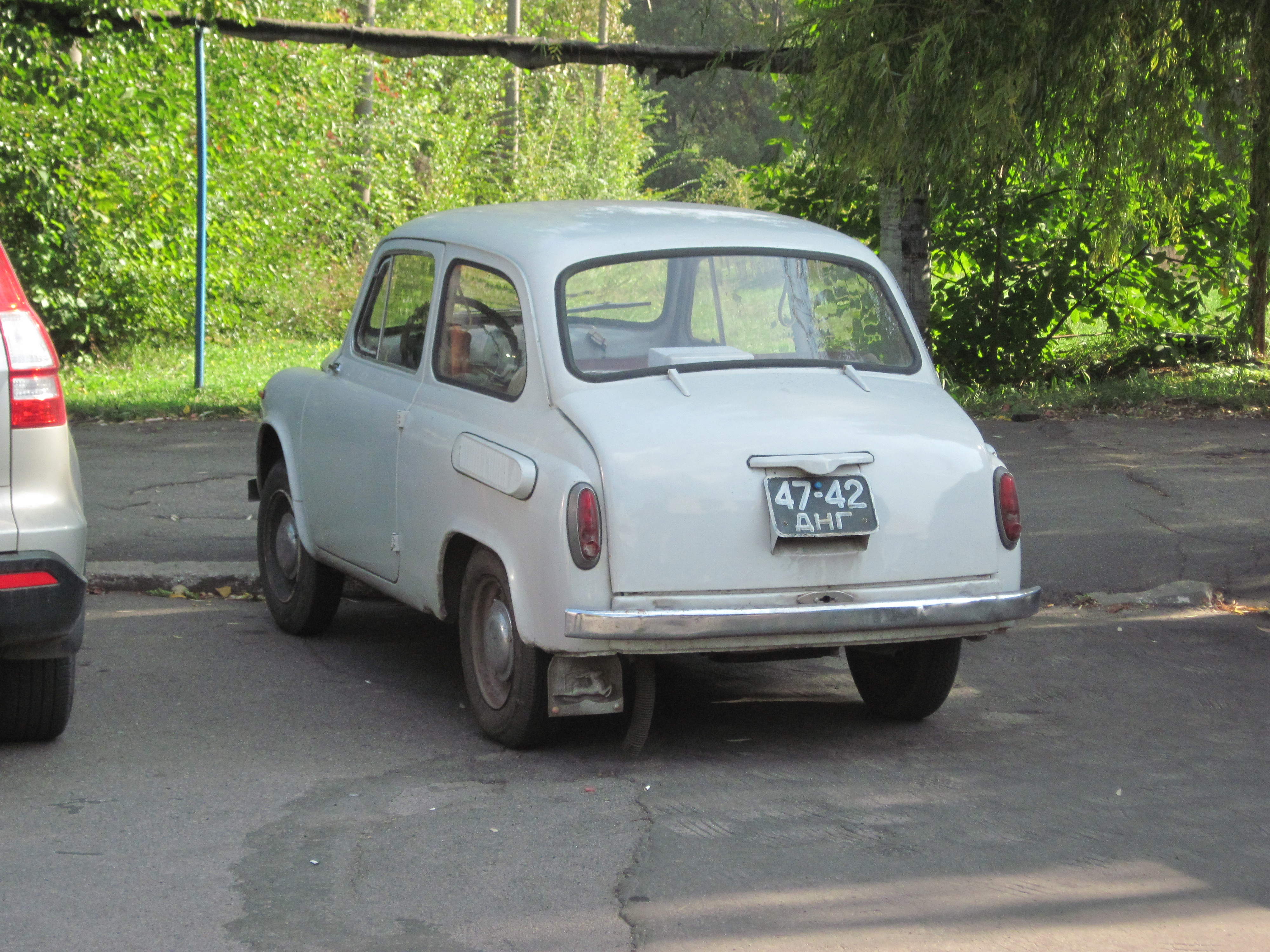
SAS-965A (1960–1963)
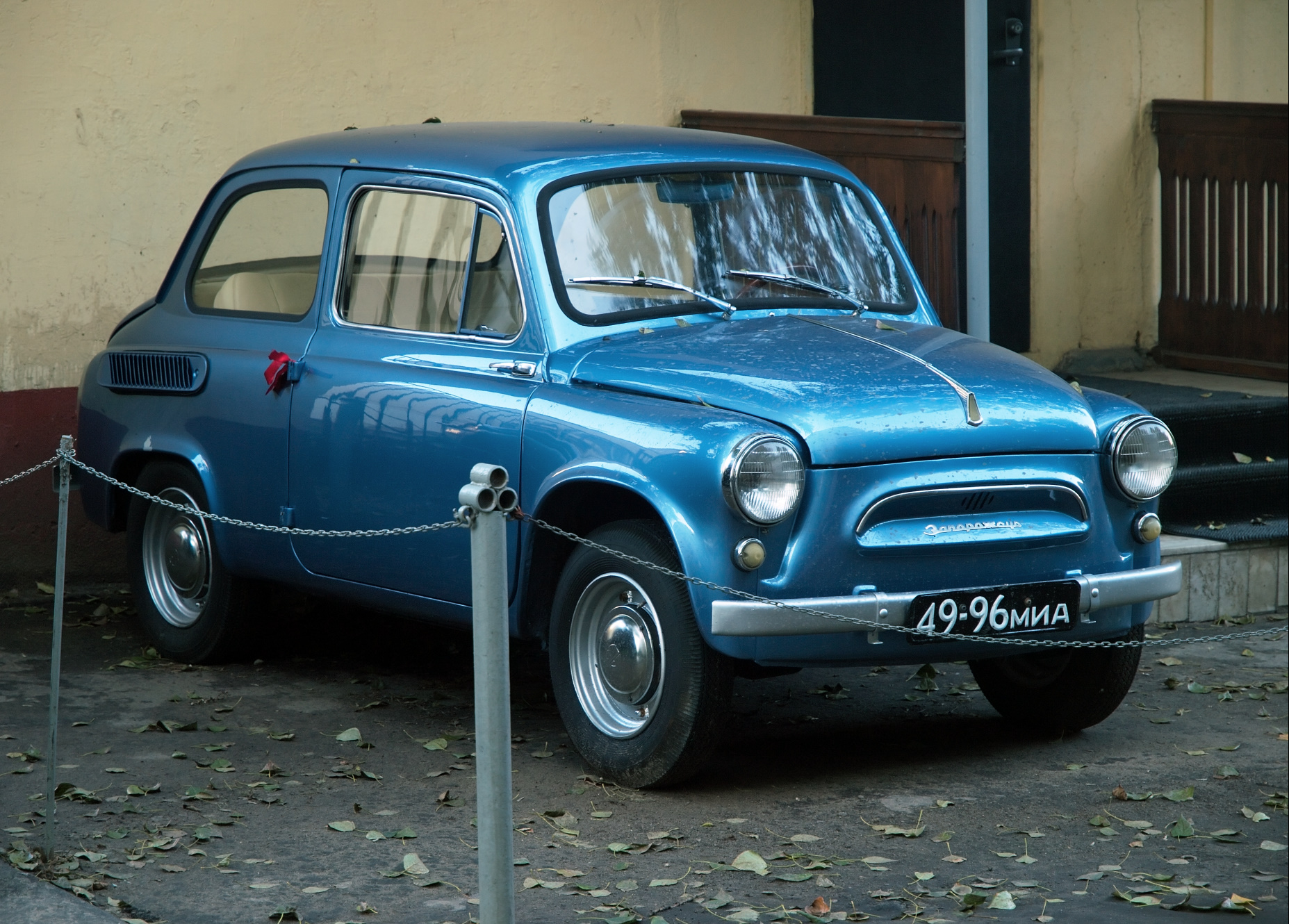
SAS-965A (1962–1969)
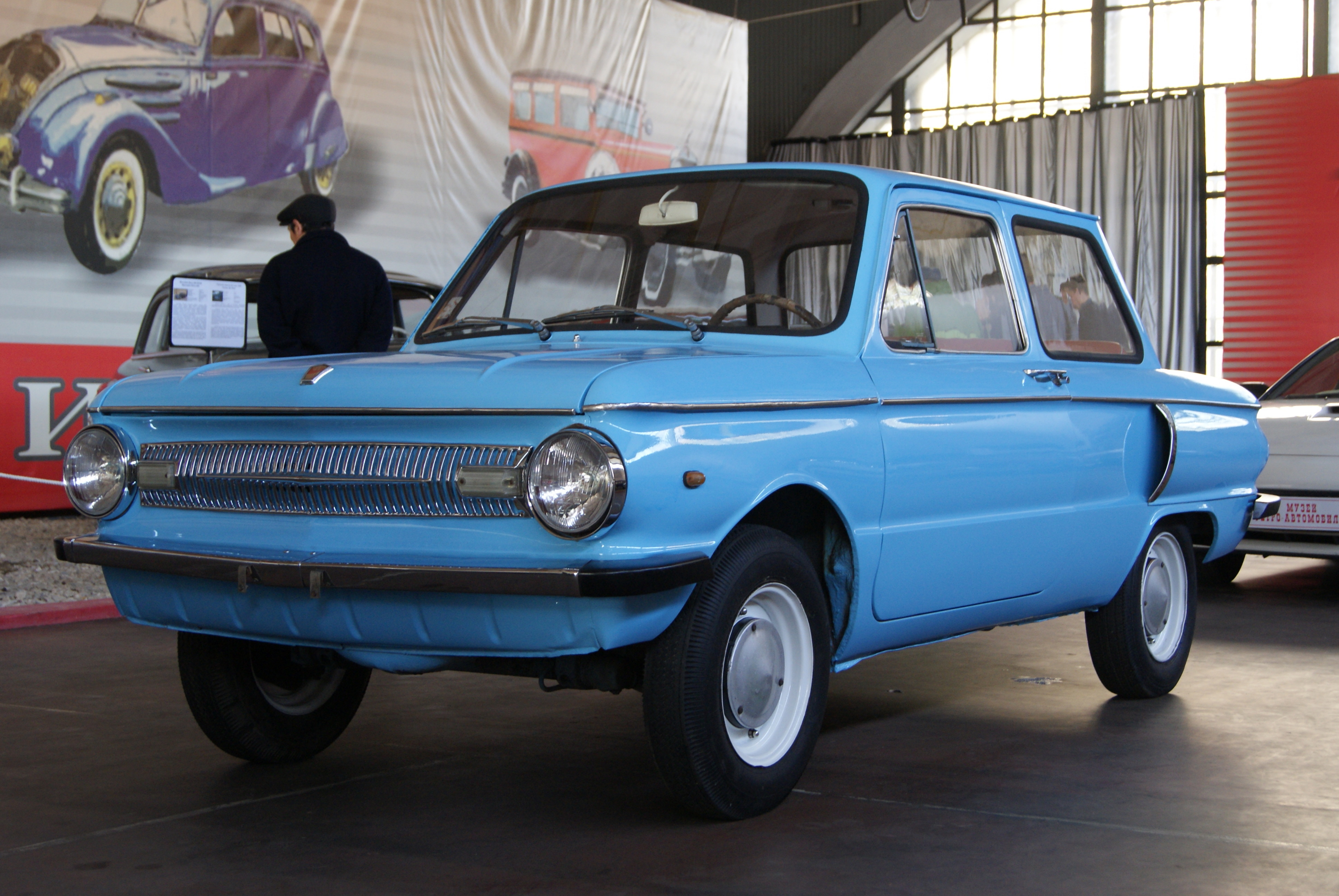
SAS-966 (1966–1972)
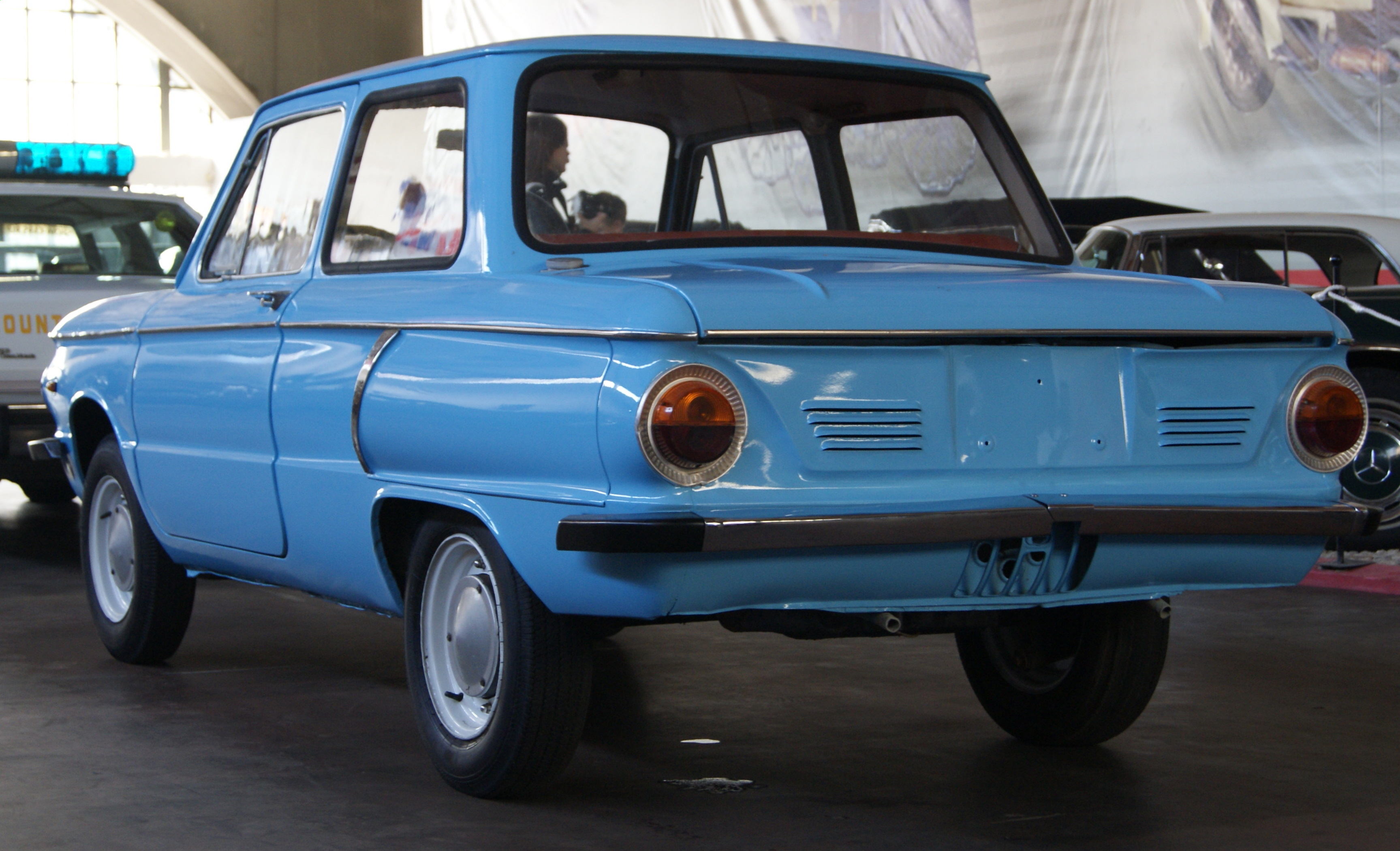
SAS-966 (1966–1972)
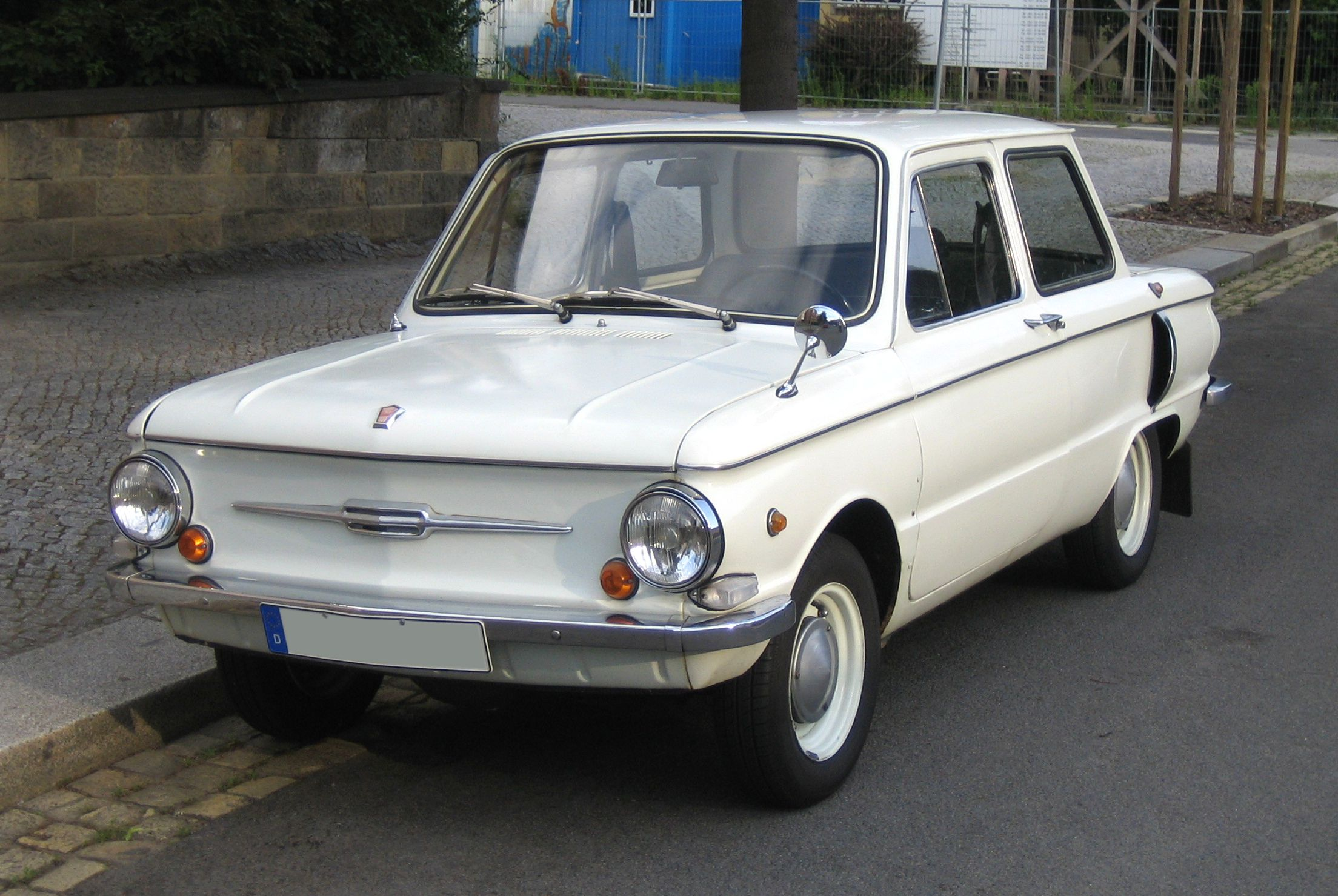
SAS-968A (1973–1979)
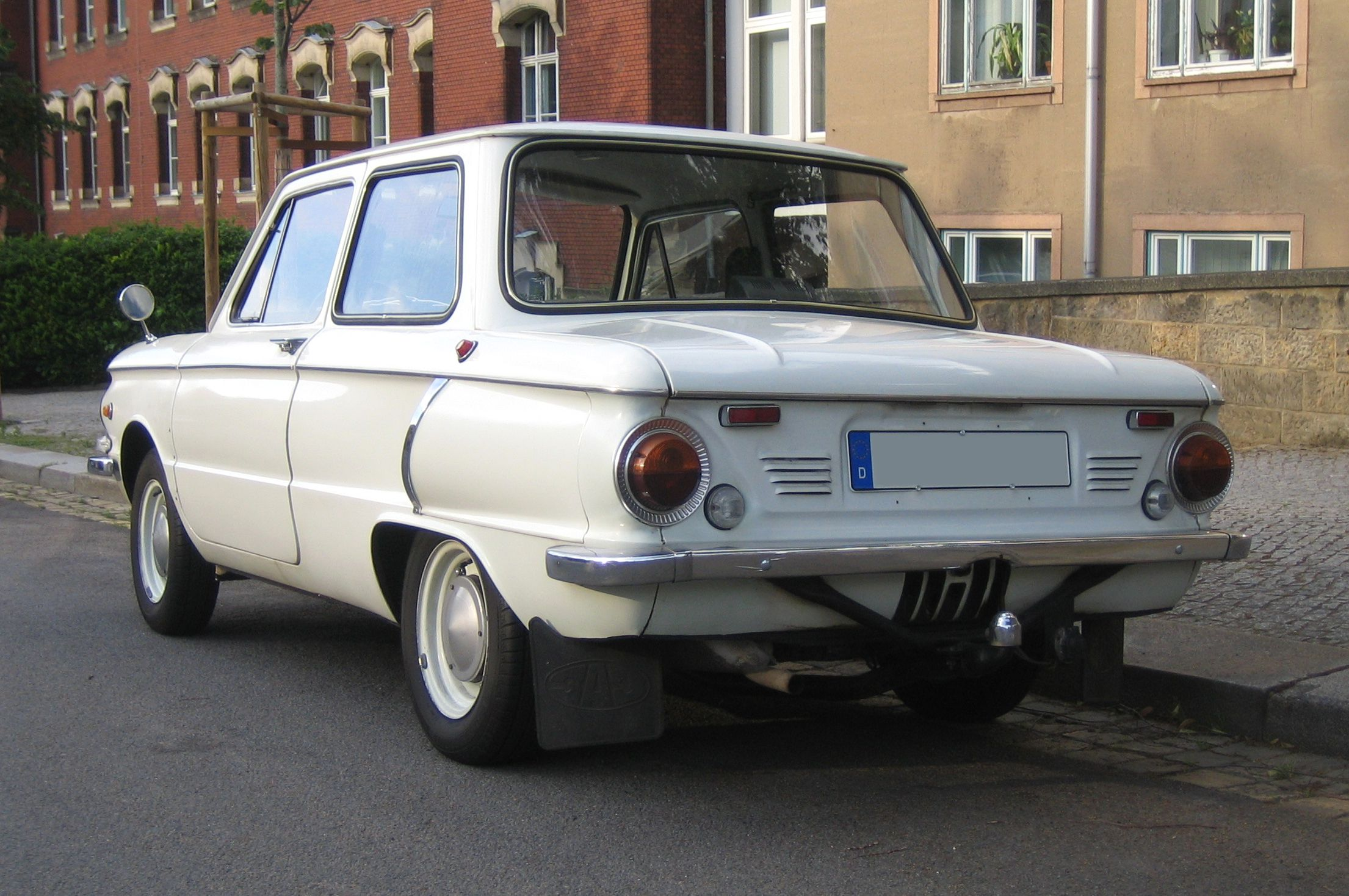
SAS-968A (1973–1979)
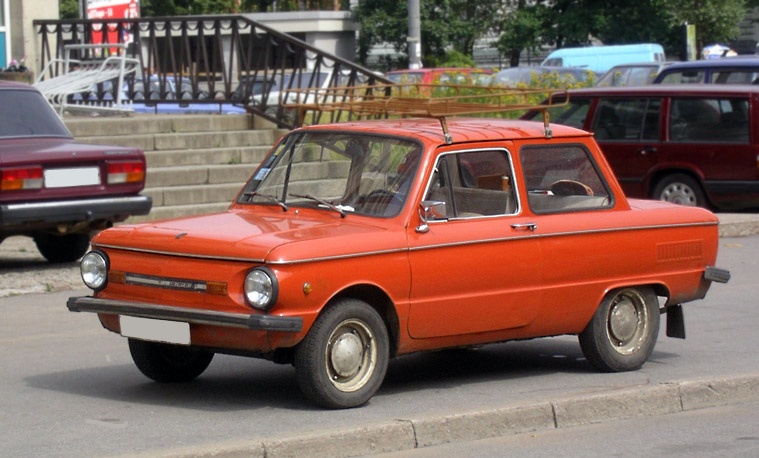
SAS-968M (1979–1994)
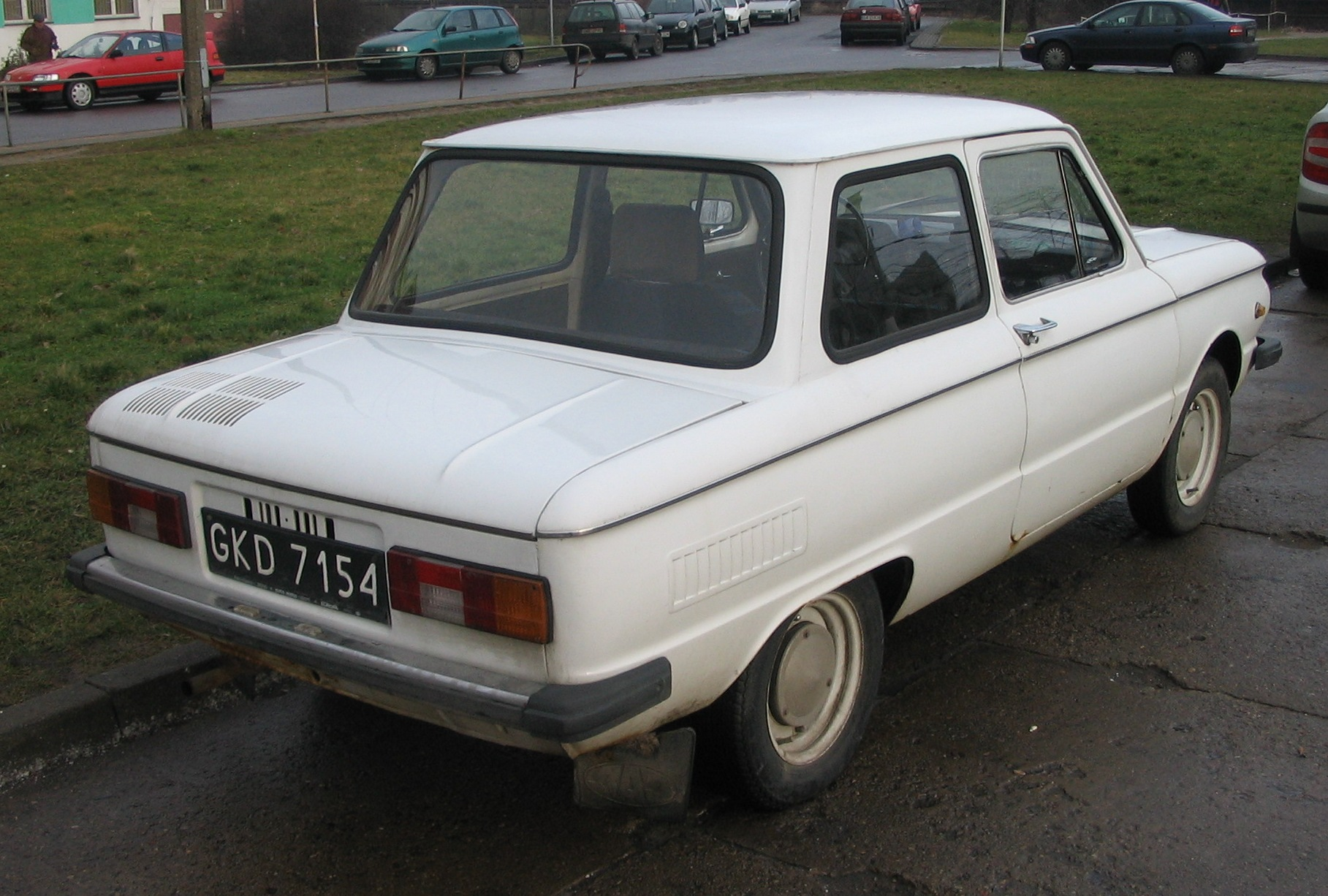
SAS-968М (1979–1994)

## Export
Der Saporoshez wurde seit den 1960er Jahren in Belgien unter der Bezeichnung Yalta, in den Niederlanden, Dänemark und Finnland – Jalta, in Österreich – Eliette und in einigen westeuropäischen Ländern (u. a. Belgien, Niederlande, Italien) später als ZAZ angeboten. Für die meisten Exportmärkte wurde jedoch der Originalname beibehalten und dessen Schreibweise an die jeweilige Landessprache angepasst. Wie der Moskwitsch wurde der SAS-966 zeitweise auch in Belgien als Yalta 1000 montiert, ein Teil der dort hergestellten Wagen wurde mit dem Motor des Renault 8 ausgestattet.

## Export in die DDR
Der Export in die DDR begann 1967. Geliefert wurden die Modelle SAS-965A, SAS-966, SAS-968 und SAS-968A. Der Verkaufspreis lag bei 7530 Mark für den SAS-965A und 11.950 Mark für die SAS-966/968. Der Saporoshez war dem Trabant in mancher Hinsicht überlegen: Seine 40 PS ermöglichten auch an starken Steigungen zügiges Fahren, vorne gab es viel Beinfreiheit aufgrund des Heckmotors und die Sitze waren gut gefedert. Ein besonderer Vorzug des Saporoshez im Vergleich zum Trabant war, dass er zeitweise ohne Wartezeit erhältlich war. Der kleine Kofferraum im Bug schreckte jedoch potentielle Käufer ab. Die Verarbeitungsqualität entsprach „damaligem sowjetischem Standard“ und ließ mit den Jahren weiter nach; daher wurde 1979 der Import in die DDR eingestellt. Der luftgekühlte Heckmotor neigte bei Geschwindigkeiten über 90 km/h zum Überhitzen. Die benzinbetriebene Heizung konnte bei nicht-fachmännischer Reparatur zum Fahrzeugbrand führen. Die Achslastverteilung (60 % auf der angetriebenen Hinterachse), der glatte Unterboden und das niedrige Gesamtgewicht machten den Saporoshez sehr geländegängig.
In den 1970er Jahren erreichte der Saporoshez einen Anteil von drei bis vier Prozent am Pkw-Bestand der DDR. Noch zu DDR-Zeiten verabschiedete sich der Saporoshez recht zügig aus dem Straßenbild. Der Saporoshez ist inzwischen selbst im Heimatland Ukraine selten geworden. Der in Details verbesserte ebenfalls luftgekühlte SAS-968M wurde nicht in die DDR exportiert.
Im Herbst 1989 plante die DDR, nach zehn Jahren Importpause wieder einen Saporoshez, den relativ modernen SAS-1102 Tawria, zu importieren, was jedoch durch den Mauerfall und das damit verbundene Angebot an Westautos hinfällig wurde.

## Spitznamen
Der Ruf des Saporoshez wird an den damaligen Kosenamen erkennbar: „Stalins letzte Rache“ (siehe Literatur), „Zappelfrosch“, „Kremlwanze“, „Russenpanzer“, „Conterganwolga“. Andere Namen waren „Sabberfrosch“, „Soljankaschüssel“, „Chruschtschows Rache“, „T-34 Sport“, „Kolchosentraktor“ oder „Taigatrommel“, wobei einige dieser Namen auch für andere Gefährte aus der UdSSR verwendet wurden. So war die Lokomotive LTS M62 auch als „Taigatrommel“ bekannt. Bekannt war zudem in der DDR der Spruch: „Wer früher einen Ochsen (einen Esel, eine Ziege …) drosch, fährt heute einen Saporosch“. Gemeint waren damit LPG-Bauern, die, verglichen mit Stadtbewohnern, deutlich häufiger einen recht geländetauglichen Saporoshez kauften. Im russischen Sprachraum wurde das Auto unter anderem kurz „Запор“ (Sapor) genannt, was bezeichnenderweise gleichbedeutend mit „Verriegelung“, aber auch „Verstopfung“ ist.

## Technische Daten
|                                  | SAS-965                                                               | SAS-965A                                                              | SAS-965A                                                              | SAS-966W                                                              | SAS-966                                                               | SAS-968                                                               | SAS-968A                                                              | SAS-968M                                                              |
| -------------------------------- | --------------------------------------------------------------------- | --------------------------------------------------------------------- | --------------------------------------------------------------------- | --------------------------------------------------------------------- | --------------------------------------------------------------------- | --------------------------------------------------------------------- | --------------------------------------------------------------------- | --------------------------------------------------------------------- |
| Bauzeitraum                      | 1960–1963                                                             | 1962–1965                                                             | 1966–1969                                                             | 1966–1967                                                             | 1967–1972                                                             | 1971–1973                                                             | 1973–1979                                                             | 1979–1994                                                             |
| Motortyp                         | MeMZ-965                                                              | MeMZ-966                                                              | MeMZ-966A                                                             | MeMZ-966A                                                             | MeMZ-968                                                              | MeMZ-968 MeMZ-968A                                                    | MeMZ-968 MeMZ-968A                                                    | MeMZ-968E, MeMZ-968GE, MeMZ-968BE                                     |
| Motorbauart und Zylinderanzahl   | luftgekühlter Viertakt-Vergaser-V4-Ottomotor, Anordnung längs im Heck | luftgekühlter Viertakt-Vergaser-V4-Ottomotor, Anordnung längs im Heck | luftgekühlter Viertakt-Vergaser-V4-Ottomotor, Anordnung längs im Heck | luftgekühlter Viertakt-Vergaser-V4-Ottomotor, Anordnung längs im Heck | luftgekühlter Viertakt-Vergaser-V4-Ottomotor, Anordnung längs im Heck | luftgekühlter Viertakt-Vergaser-V4-Ottomotor, Anordnung längs im Heck | luftgekühlter Viertakt-Vergaser-V4-Ottomotor, Anordnung längs im Heck | luftgekühlter Viertakt-Vergaser-V4-Ottomotor, Anordnung längs im Heck |
| Ventile                          | 8 (hängend)                                                           | 8 (hängend)                                                           | 8 (hängend)                                                           | 8 (hängend)                                                           | 8 (hängend)                                                           | 8 (hängend)                                                           | 8 (hängend)                                                           | 8 (hängend)                                                           |
| Hubraum                          | 746 cm³                                                               | 887 cm³                                                               | 887 cm³                                                               | 887 cm³                                                               | 1.196–1.197 cm³                                                       | 1.196–1.197 cm³                                                       | 1.196–1.197 cm³                                                       | 1.197 cm³                                                             |
| max. Leistung bei 1/min          | 23 PS 4000                                                            | 27 PS 4000                                                            | 30 PS 4000–4200                                                       | 27–30 PS 4200–4400                                                    | 40 PS 4200–4400                                                       | 40 PS (4200–4400) 45 PS (4400–4600)                                   | 40 PS (4200–4400) 45 PS (4400–4600)                                   | 41 PS, 45 PS, 50 PS 4400–4500                                         |
| Antrieb, serienmäßig             | Heck                                                                  | Heck                                                                  | Heck                                                                  | Heck                                                                  | Heck                                                                  | Heck                                                                  | Heck                                                                  | Heck                                                                  |
| Getriebe, serienmäßig            | 4-Gang-Schaltgetriebe                                                 | 4-Gang-Schaltgetriebe                                                 | 4-Gang-Schaltgetriebe                                                 | 4-Gang-Schaltgetriebe                                                 | 4-Gang-Schaltgetriebe                                                 | 4-Gang-Schaltgetriebe                                                 | 4-Gang-Schaltgetriebe                                                 | 4-Gang-Schaltgetriebe                                                 |
| Höchstgeschwindigkeit, km/h      | 80                                                                    | 90                                                                    | 100                                                                   | 100                                                                   | 118                                                                   | 118 123                                                               | 118 123                                                               | 120                                                                   |
| Beschleunigung, 0–100 km/h in s  | 17 (0–60 km/h)                                                        | 13,5 (0–60 km/h)                                                      |                                                                       |                                                                       | 34                                                                    | 32                                                                    | 32                                                                    | 32                                                                    |
| Kraftstoffverbrauch in l/100 km  | 6,5                                                                   | 5,5                                                                   | 5,5                                                                   | 5,9                                                                   | 7,9 (bei 100 km/h)                                                    | 7,4                                                                   | 7,4                                                                   | 6,5 (bei 100 km/h) 9,5 (im Stadtverkehr)                              |
| Abgasnorm nach EU-Klassifikation | keine                                                                 | keine                                                                 | keine                                                                 | keine                                                                 | keine                                                                 | keine                                                                 | keine                                                                 | keine                                                                 |

## Trivia
Im Zeichentrickfilm Cars 2 ist „Wladimir Trunkow“ ein Saporoshez SAS-968; Originalsprecher: Stanley Townsend, deutsche Synchronisation: Hartmut Neugebauer.
Wladimir Putins erstes Auto war ein Saporoshez – seine Mutter hatte es in der Lotterie gewonnen. Er gilt bis heute als Fan dieser Marke.